# 1978 في البرتغال
فيما يلي قوائم الأحداث التي وقعت خلال عام 1978 في البرتغال.

## سياسة

### تعيين في المنصب
- 27 فبراير – جايمي غاما وزير الداخلية البرتغالي ‏.
- 22 نوفمبر – كارلوس موتا بينتو رئيس وزراء البرتغال.

### انتهاء فترة المنصب
- 30 يناير – ماريو سواريز وزير الخارجية  [لغات أخرى]‏،رئيس وزراء البرتغال.
- 29 أغسطس – جايمي غاما وزير الداخلية البرتغالي ‏.

## مواليد

### يناير
- 1 يناير – أبيل بيريرا
- 14 يناير – ريكاردو فيرنانديز لاعب كرة قدم برتغالي.[1]
- 27 يناير – هوغو سانتوس لاعب كرة قدم برتغالي.

### فبراير
- 1 فبراير – سارة تافاريس مغنية برتغالية.
- 9 فبراير – نيلسون فيغا لاعب كرة قدم برتغالي.[2]
- 12 فبراير – هوغو مورايس لاعب كرة قدم برتغالي.[3]

### مارس
- 1 مارس – ماركو أندريه آزيفيدو غونسالفيس لاعب كرة قدم برتغالي.
- 2 مارس – ميغيل برايا متسابق دراجات نارية برتغالي.
- 12 مارس – ماركو فيريرا لاعب كرة قدم برتغالي.
- 25 مارس – روي ليما لاعب كرة قدم برتغالي.[4]

### أبريل
- 7 أبريل – نونو مينديز لاعب كرة قدم برتغالي.[5]
- 9 أبريل – جورجي أندرادي لاعب كرة قدم برتغالي.[6]
- 21 أبريل – ريكاردو فيرنانديز لاعب كرة قدم برتغالي.[7]
- 22 أبريل – بيدرو دوارتي لاعب كرة قدم برتغالي.

### مايو
- 2 مايو – روي دولورس لاعب كرة قدم برتغالي.[8]
- 3 مايو – مانويل ليما كاتب غير روائي برتغالي.
- 5 مايو – كارلوس فيرنانديز لاعب كرة قدم برتغالي.[9]
- 9 مايو – شيكو سيلفا لاعب كرة قدم برتغالي.[10]
- 18 مايو – ريكاردو كارفاليو لاعب كرة قدم برتغالي.[11]
- 21 مايو – برونو باستو لاعب كرة قدم برتغالي.
- 26 مايو – رينالدو فينتورا

### يونيو
- 5 يونيو – فرناندو ميرا لاعب كرة قدم برتغالي.[12]
- 7 يونيو – جواو خوسيه
- 20 يونيو – رودولفو فيليبي لاعب كرة قدم برتغالي.
- 22 يونيو – بيدرو تابوردا لاعب كرة قدم برتغالي.[13]
- 29 يونيو – باولو لوبيز لاعب كرة قدم برتغالي.[14]

### يوليو
- 28 يوليو – بيدرو بيريرا لاعب كرة قدم برتغالي.

### أغسطس
- 4 أغسطس – تياغو دو فايل مهندس معماري برتغالي.
- 18 أغسطس – فريديريكو سوزا لاعب رغبي برتغالي.
- 31 أغسطس – جواو باولو لاعب كرة قدم برتغالي.[15]

### سبتمبر
- 1 سبتمبر – ريكاردو ريس عالم اقتصاد برتغالي.
- 2 سبتمبر – ميغيل غونسالفيس مينديز كاتب سيناريو ومنتج أفلام ومخرج برتغالي.
- 16 سبتمبر – روي دوارتي لاعب كرة قدم برتغالي.[16]
- 27 سبتمبر – نونو ميغيل غوميز لاعب كرة قدم برتغالي.[17]

### أكتوبر
- 3 أكتوبر – ريكاردو روشا لاعب كرة قدم برتغالي.[18]
- 9 أكتوبر – ميغيل ميراندا لاعب كرة سلة برتغالي.
- 18 أكتوبر – خورخي كويلهو لاعب كرة سلة برتغالي.
- 18 أكتوبر – خوسيه بيدرو لاعب كرة قدم برتغالي.[19]
- 27 أكتوبر – جواو فاغاردو لاعب كرة قدم برتغالي.

### نوفمبر
- 18 نوفمبر – ميغيل رودريغو فارغاس لاعب كرة قدم برتغالي.
- 20 نوفمبر – جواو فيريرا سياسي برتغالي.[20]

### ديسمبر
- 2 ديسمبر – ديوغو كاريرا لاعب كرة سلة برتغالي.
- 18 ديسمبر – بيدرو كوستا
- 22 ديسمبر – أبيل فيريرا لاعب كرة قدم.[21]

## وفيات

### فبراير
- 17 فبراير – أنطونيو بيريرا (مواليد 1888) مصارع هاوي برتغالي.

### مايو
- 23 مايو – ماريانو أمارو (مواليد 1915) لاعب كرة قدم برتغالي.

### يونيو
- 4 يونيو – خورخي دي سينا (مواليد 1919)[22]